# Рекер, Генриетта
Генриетта Ре́кер (нем. Henriette Reker; род. 9 декабря 1956, Кёльн) — немецкий юрист. В 2000—2010 годах занимала должность заместителя бургомистра города Гельзенкирхена. В 2010—2015 годах являлась заместителем бургомистра по социальным вопросам, интеграции и охране окружающей среды города Кёльна. Будучи кандидатом в обер-бургомистры родного города, стала жертвой покушения и получила серьёзное ранение за день до выборов. 18 октября 2015 года была избрана обер-бургомистром Кёльна.

## Биография
В 1976—1986 годах Генриетта изучала юриспруденцию в университетах Кёльна, Регенсбурга и Гёттингена, стажировалась в земельном суде Мюнстера. В 1990—1992 годах Рекер работала делопроизводителем в страховой компании в Билефельде, затем до 2000 года — юристом в земельном отделении больничной кассы Innungskrankenkasse в Мюнстере. В 1996 году получила лицензию адвоката при земельном суде в Мюнстере. В 2000 году Рекер была избрана заместителем бургомистра Гельзенкирхена по социальным вопросам, здравоохранению и защите прав потребителей, в 2010 перешла на работу в правительство Кёльна, заняв пост заместителя бургомистра по социальным вопросам, интеграции и охране окружающей среды. Является членом наблюдательных советов нескольких муниципальных предприятий здравоохранения Кёльна.
Отвечая за вопросы социального обеспечения в Кёльне, Рекер неоднократно обращала внимание общественности на высокий уровень нагрузки городов, связанный с приёмом и размещением беженцев, что заставляло прибегать к мерам чрезвычайного характера для преодоления напряжённых ситуаций. Неоднозначную реакцию в Германии вызвала информация о выкупе городской администрацией и последующая реконструкция отелей в кёльнских районах Мариенбург и Браунсфельд под размещение беженцев, передача на эти целей жилых судов и спортивных залов. Рекер также известна в Кёльне своей активной позицией против дискриминации и изоляции иностранных граждан и против расизма.
9 января 2015 года Союз 90/Зелёные предложили кандидатуру беспартийной Генриетты Рекер на выборы обер-бургомистра Кёльна. Рекер поддерживает так называемая «радужная коалиция» из ХДС, СвДП и Зелёных. Намеченные на 13 сентября 2015 года выборы преемника Юргена Ротерса на посту обер-бургомистра Кёльна были перенесены на 18 октября 2015 года. На бюллетенях для голосования названия партий кандидатов от партий были напечатаны шрифтом крупнее установленного Порядком проведения коммунальных выборов в Северном Рейне — Вестфалии.
За день до выборов обер-бургомистра Кёльна, 17 октября 2015 года, у информационного стенда ХДС в кёльнском районе Браунсфельд Генриетта Рекер и ещё четыре человека стали жертвой нападения с ножом и получили тяжёлые ранения. Арестованный полицией 44-летний преступник является жителем Кёльна, придерживается ксенофобных взглядов, являлся членом распущенной Вольной немецкой рабочей партии и в качестве мотива нападения назвал недовольство политикой, проводимой Рекер в отношении беженцев. После покушения на Генриетту Рекер её соперник по выборам Йохен Отт прервал свою предвыборную кампанию. Выборы состоялись в запланированные сроки, поскольку законом «О коммунальных выборах» перенос допускается только в случае смерти кандидата. На выборах обер-бургомистра Кёльна, состоявшихся 18 октября 2015 года, Генриетта Рекер одержала победу в первом туре, собрав 52,66 процентов голосов.
В начале января 2016 года мэр Генриетта Рекер вызвала волну возмущения своей реакцией на новогоднюю «охоту на женщин» — массовые нападения на немецких женщин и сексуальные домогательства в отношении них со стороны иммигрантов в Кёльне в новогоднюю ночь. Рекер посоветовала немецким женщинам передвигаться в группах и держаться от потенциальных насильников «на расстоянии вытянутой руки».
Генриетта Рекер состоит в браке с австралийским тренером по гольфу Перри Сомерсом, проживающим и работающим в Германии.